# Trochosa sepulchralis
Trochosa sepulchralis là một loài nhện trong họ Lycosidae.
Loài này thuộc chi Trochosa. Trochosa sepulchralis được M. E. Montgomery miêu tả năm 1902.